# Catena Breithorn-Lyskamm
La Catena Breithorn-Lyskamm è un massiccio montuoso delle Alpi del Monte Rosa nelle Alpi Pennine, posto lungo la linea di frontiera tra l'Italia (Valle d'Aosta) e la Svizzera (Canton Vallese).

## Caratteristiche
Si tratta di una lunga cresta montuosa quasi sempre oltre i quattromila metri che separa la Mattertal nel Canton Vallese dalle valli valdostane: Valtournenche, Val d'Ayas e Valle del Lys.
Partendo da ovest ed andando verso est si incontrano nell'ordine: Piccolo Cervino, Breithorn Occidentale, Breithorn Centrale, Breithorn Orientale, Breithornzwillinge, Roccia Nera, Polluce, Castore, Lyskamm Occidentale e Lyskamm Orientale.

## Delimitazioni
Ruotando in senso antiorario la catena è delimitata da: colle del Teodulo, colle superiore delle Cime Bianche, colle Bettaforca, colle del Lys, ghiacciaio del Gorner, colle del Teodulo.

## Classificazione

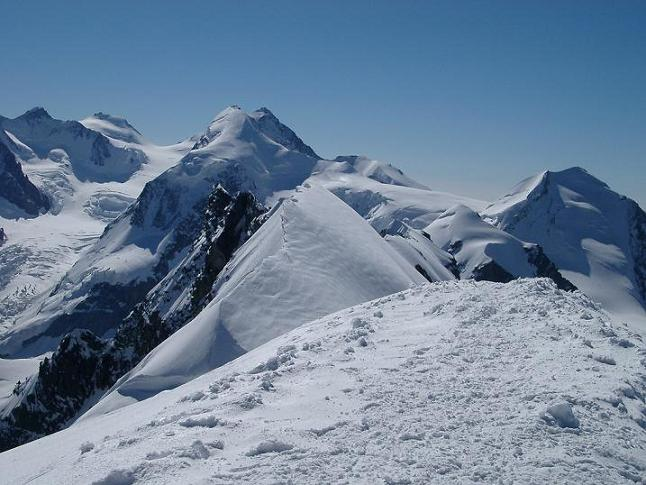
Vetta del Breithorn occidentale. Sullo sfondo il massiccio del Monte Rosa.

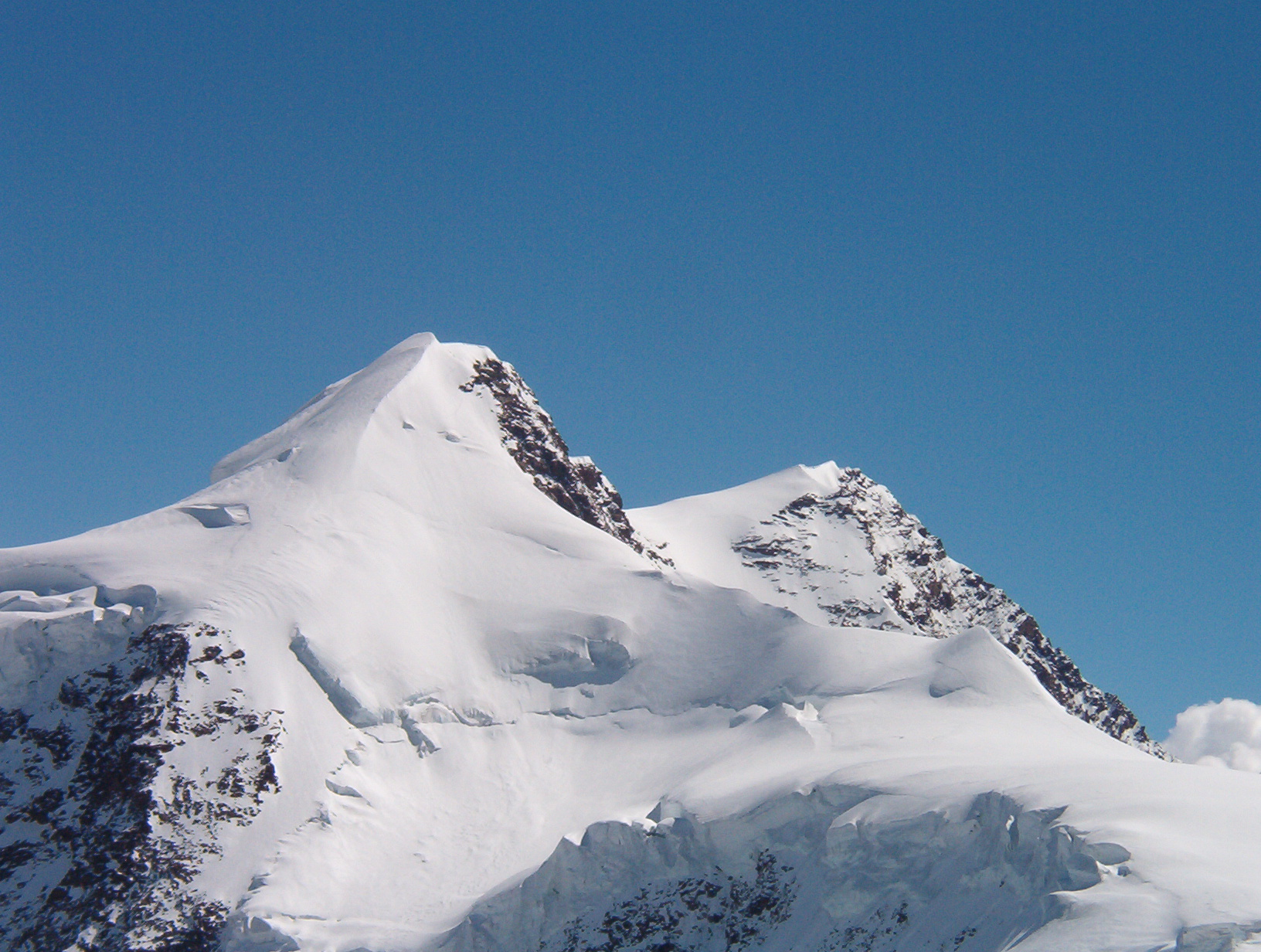
Il Lyskamm visto dal Polluce. In primo piano il Lyskamm Occidentale; in secondo piano il Lyskamm Orientale.

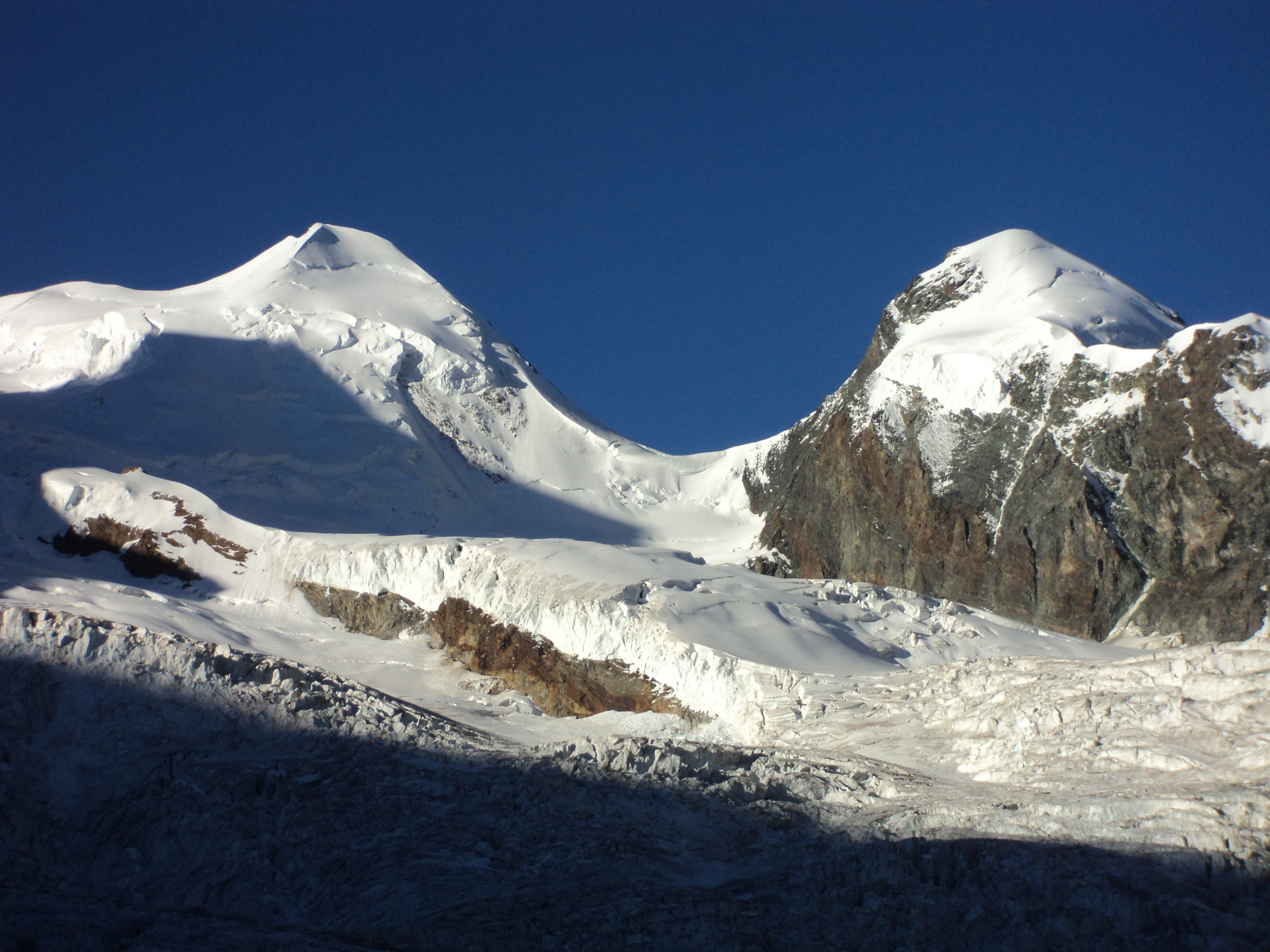
Il Castore (alla sinistra) ed il Polluce (alla destra) dal versante svizzero

Secondo la SOIUSA la catena Breithorn-Lyskamm è un gruppo alpino con la seguente classificazione:
- Grande parte = Alpi Occidentali
- Grande settore = Alpi Nord-occidentali
- Sezione = Alpi Pennine
- Sottosezione = Alpi del Monte Rosa
- Supergruppo = Gruppo del Monte Rosa (in senso ampio)
- Gruppo = Catena Breithorn-Lyskamm
- Codice = I/B-9.III-A.1

## Vette
Le vette principali del gruppo in ordine di altezza sono:
- Lyskamm Orientale - 4.527 m
- Lyskamm Occidentale - 4.481 m
- Naso del Lyskamm - 4.272 m
- Castore - 4.228 m
- Roccia della Scoperta - 4.178 m
- Breithorn Occidentale - 4.165 m
- Breithorn Centrale - 4.160 m
- Breithorn Orientale - 4.141 m
- Breithornzwillinge - 4.106 m
- Punta Felik - 4.093 m
- Polluce - 4.091 m
- Roccia Nera - 4.075 m
- Punta Perazzi - 3.906 m
- Gobba di Rollin - 3.899 m
- Piccolo Cervino - 3.883 m
- Testa Grigia - 3.480 m